# Арбелос

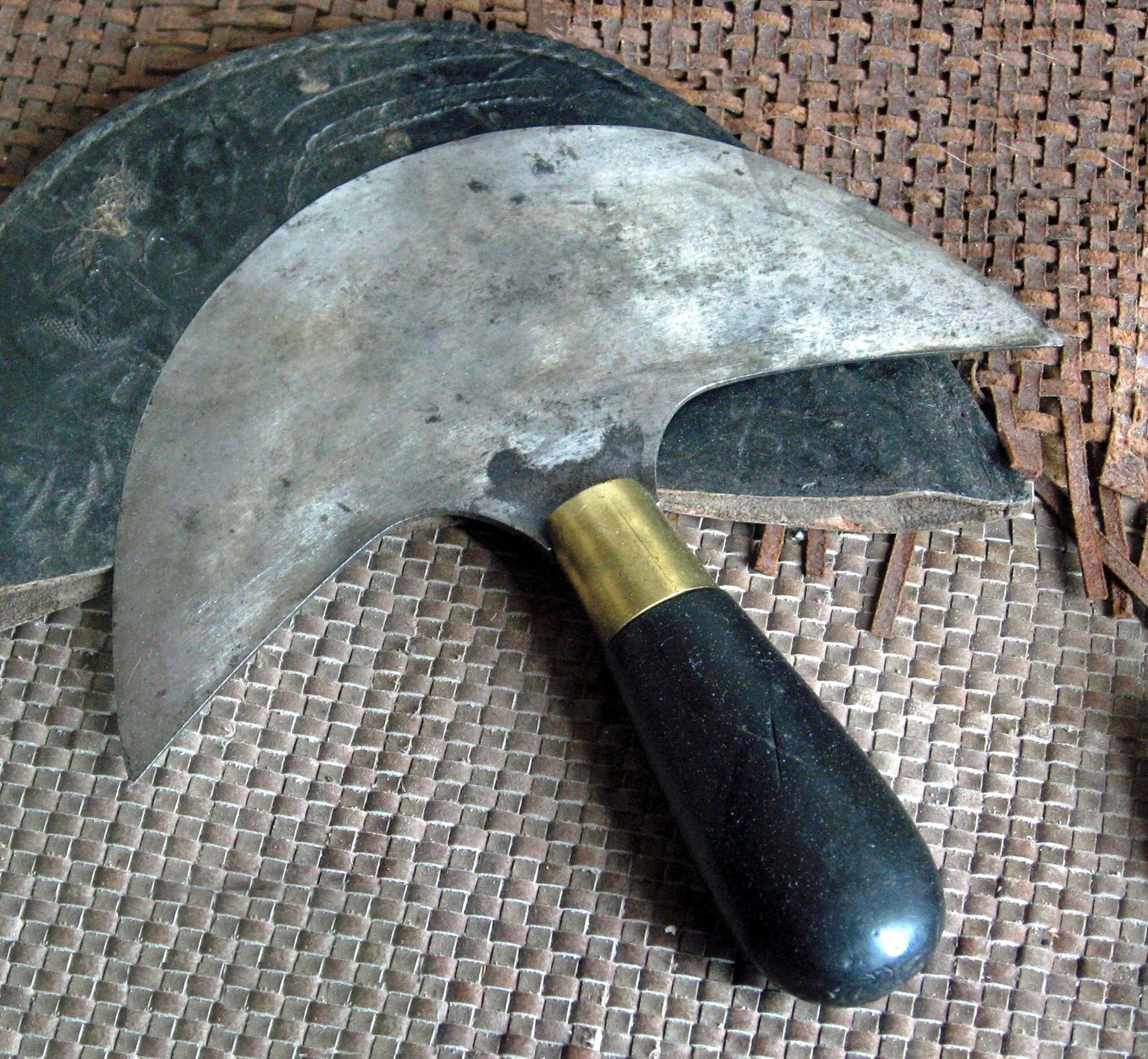
Лезвие сапожного ножа похоже на арбелос.

Арбелос (греч. άρβυλος — сапожный нож) — плоская геометрическая фигура, образованная большим полукругом, из которого вырезаны два меньших, диаметры которых лежат на диаметре большого и разбивают его на две части. Точнее, пусть A, B и C — точки на одной прямой, тогда три полуокружности с диаметрами AB, BC и AC, расположенные по одну сторону от этой прямой, ограничивают арбелос.

## Свойства

### ТеоремаПаппа Александрийского

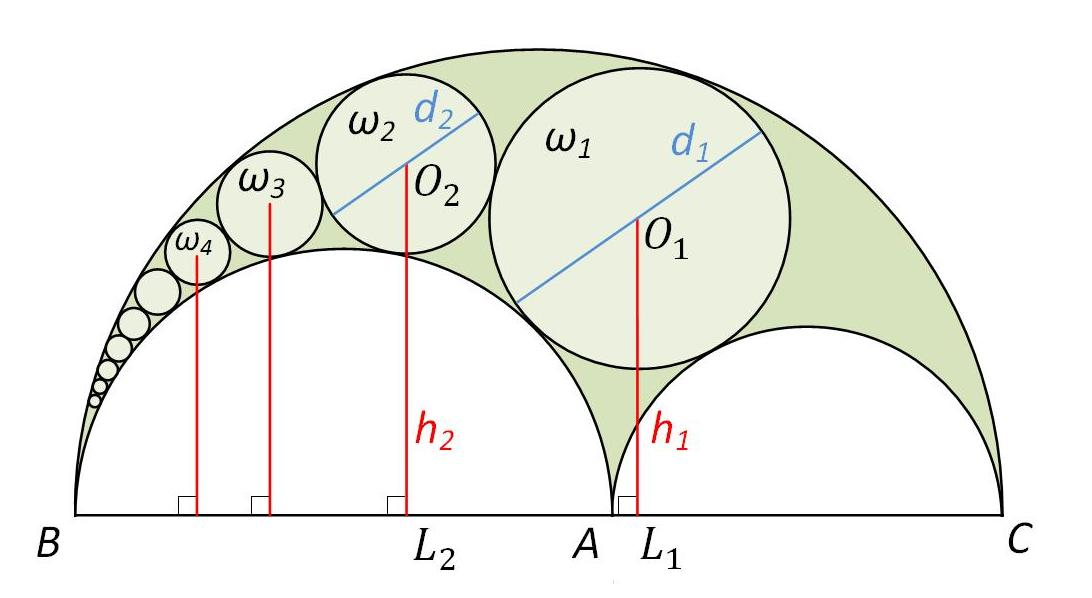
Теорема Паппа:, ,…,.

Даны арбелос ABC (точка A лежит между точками B и C) и окружности {\displaystyle \omega _{1}}, {\displaystyle \omega _{2}},…,{\displaystyle \omega _{n}} ({\displaystyle n\in N}), причем окружность {\displaystyle \omega _{1}} касается дуг AB, BC и AC, а при {\displaystyle n\geq 2} окружность {\displaystyle \omega _{n}} касается дуг AB и BC и окружности {\displaystyle \omega _{n-1}}.
Тогда при любом натуральном {\displaystyle n} расстояние от центра окружности {\displaystyle \omega _{n}} до прямой BC равно произведению диаметра этой окружности на её номер {\displaystyle n}:
{\displaystyle h_{n}=nd_{n}}.

### Площадь

Площадь арбелоса равна площади круга с диаметром HA.
{\displaystyle S={\frac {1}{4}}\pi |HA|^{2}},
где H — точка на окружности с диаметром BC, такая, что AH перпендикулярно BC.

### Прямоугольник
Отрезок BH пересекает полуокружность BA в точке D. Отрезок CH пересекает полуокружность AC в точке E. Тогда DHEA является прямоугольником.

### Касательные
Прямая DE касается полуокружности BA в точке D и полуокружности AC в точке E.

## Замечание

Две равные архимедовы окружности-близнецы (красные) в арбелосе (серый)

В «Леммах» также рассматриваются Архимедовы окружности-близнецы (см. рис.).